# Книга Лян
Книга Лян (кит. упр. 梁書, пиньинь Liáng Shū) — официальная историческая хроника китайской династии Лян с 557 г. по 589 г. н. э. Входит в число 24 книг Династийных историй императорского Китая. Была написана в 636 году Яо Сылянем. При работе над хроникой Яо Сылянь опирался на рукопись своего отца Яо Ча, комментарии которого цитируются в нескольких главах. Содержит 56 свитков (цзюаней), из которых 6 включают биографии императоров, а 50 — обычные биографии.
Книга Лян содержит историю династии Лян и включает описания различных стран к Востоку от Китая. Наиболее известно описание монаха Хуи Шэня (慧深) страны Фусан в 20 000 ли к востоку. Этот рассказ иногда интерпретируют как свидетельство контактов Китая с Америкой до Колумба, однако более естественным является предположение, что под страной Фусан имеется в виду часть Японии.

## Китайский текст
姚思廉, 陳書 (36卷), 北京 (中華書局), (Яо Сылянь, Книга Лян (56 глав), Пекин (Zhōnghuá Shūjú)), 1973, в 3-х томах, 870 с.